# فرشتگان در زمین بیس‌بال (فیلم ۱۹۹۴)
فرشتگان در زمین بیس‌بال (به انگلیسی: Angels in the Outfield) یا فرشتگان در میدان فیلمی محصول سال ۱۹۹۴ و به کارگردانی ویلیام دیر است. در این فیلم بازیگرانی همچون دنی گلاور، تونی دنزا، برندا فریکر، بن جانسون، جی او. ساندرس، کریستوفر لوید، جوزف گوردون لویت، تونی لونگو، نیل مک‌دونا، آدرین برودی، متیو مک‌کانهی، درموت مالرونی، رابرت کلوهسی و ویلیام دیر ایفای نقش کرده‌اند.